# Никитовка (Тростянецкий район)
Никитовка (укр. Микитівка) — село,
Белковский сельский совет,
Тростянецкий район,
Сумская область,
Украина.
Код КОАТУУ — 5925080404. Население по переписи 2001 года составляло 313 человек.

## Географическое положение
Село Никитовка находится на правом берегу реки Боромля,
выше по течению на расстоянии в 5 км расположено село Боромля,
ниже по течению примыкает село Белка,
на противоположном берегу — село Волков.
По селу протекает несколько пересыхающих ручьёв с запрудами.
Рядом проходит железная дорога, станция Скряговка в 2-х км.